# Kościół Krzyża Chrystusowego w Oleśnie
Kościół Krzyża Chrystusowego – ewangelicko-augsburski kościół filialny w Oleśnie, należący do parafii Świętych Piotra i Pawła w Lasowicach Wielkich w diecezji katowickiej.

## Historia kościoła
W czasie po reformacji niewielu ewangelików zamieszkiwało na ziemi oleskiej, katolicyzm był nadal głównym wyznaniem tutejszej ludności. Dopiero po przyłączeniu Śląska do Prus, w 1742 roku i napływie ludności niemieckiej, wzrosła liczba ewangelików. W 1742 roku powstał zbór w Oleśnie, z tym że należeli oni do parafii w Kluczborku. W 1787 roku konsekrowano w Biskupicach pierwszy kościół ewangelicki na ziemi oleskiej, do którego uczęszczali również wierni z Olesna. Taki stan trwał do 1845 roku. Wówczas to do miasta przybył w charakterze nauczyciela domowego burmistrza, Leopold Polko. W krótkim czasie stanął on na czele wspólnoty ewangelickiej w Oleśnie, jednocześnie rozpoczął starania o budowę nowego kościoła. 5 grudnia 1847 roku, Leopold Polko został administratorem parafii ewangelickiej w Oleśnie, jednocześnie data ta to dzień powstania parafii. 5 maja 1851 roku wmurowano kamień węgielny ewangelickiego kościoła w Oleśnie. Budowa kościoła trwała do 1853 roku. 11 maja tego samego roku nastąpiła uroczysta konsekracja świątyni, która otrzymała wezwanie Krzyża Chrystusowego. 
Kościół był i jest do dziś nazywany również „Kościołem feningowym” lub „groszowym”. Nazwę tę kościół zawdzięcza pastorowi Leopoldowi Polko, który zlecił oleskiej drukarni wydrukować broszurę, w której ukazało się zdanie: „Ich bitte um einen Pfennig”! (Proszę o jednego feniga!). Spotkało się to z dużym odzewem na Śląsku i Prusach. Do komitetu budowy kościoła napłynęła duża ilość feningów, co pozwoliło na budowę świątyni.
W 1937 roku wyremontowano kościół i plebanię. W 1942 roku, w czasie działań wojennych II wojny światowej, z wieży kościoła zdjęto dwa największe dzwony, ufundowane jeszcze przez króla pruskiego Fryderyka Wilhelma IV. Po II wojnie światowej, w 1945 roku, w wyniku wyjazdu z Olesna na zachód większości ewangelików, rozwiązano parafię, a nieliczna grupa wiernych wraz z kościołem zaczęła podlegać parafii Świętych Piotra i Pawła w Lasowicach Wielkich. W latach 70. i 80. XX wieku ponownie przeprowadzono generalny remont kościoła, gdzie m.in. pokryto dach jego wieży blachą miedzianą, natomiast w sierpniu 2007 roku wyremontowano dach na pozostałej części kościoła. 
22 maja 2011 roku przypadł jubileusz 160-lecia kościoła Krzyża Chrystusowego w Oleśnie.